# Овочеве (село)
Овоче́ве (до 1945 року — Тав-Бузар, крим. Tav Buzar) — село Джанкойського району Автономної Республіки Крим. Населення становить 812 осіб. Орган місцевого самоврядування - Ізумруднівська сільська рада. Розташоване в центрі району.

## Географія
Овочеве - село в центрі району, у степовому Криму, на одній з впадаючих в Сиваш безіменних степових річок, висота над рівнем моря - 15 м . Розташоване біля залізничної лінії Джанкой - Армянськ, на ній найближча залізнична станція - Платформа 10 км за 3 км. Сусідні села: Калинівка на іншій стороні залізниці і Маслове за 2 км на північ. Відстань до райцентру - близько 7 кілометрів.

## Історія
Перша документальна згадка села зустрічається в Камеральному Описі Криму ... 1784 року, судячи з якого, в останній період Кримського ханства  Татар базар  входив в Бочалацький кадилик Карасубазарського каймакамства .
Після приєднання Криму до Російської імперії, на території колишнього Кримського Ханства була утворена Таврійська область і село була приписане до Перекопського повіту.
Після встановлення в Криму Радянської влади, за постановою Кримревкома від 8 січня 1921 року № 206 «Про зміну адміністративних кордонів» була скасована волосна система і в складі Джанкойського повіту був створений Джанкойський район . У 1922 році повіти перетворили в округу . 11 жовтня 1923 року, згідно з постановою ВЦВК, в адміністративний поділ Кримської АРСР були внесені зміни, у результаті яких округу були ліквідовані, основною адміністративною одиницею став Джанкойський район  і село включили до його складу. Згідно Списку населених пунктів Кримської АРСР за Всесоюзним переписом від 17 грудня 1926 року , у селі Тавбузар, Мар'їнської сільради Джанкойського району, значилося 26 дворів, з них 25 селянських, населення становило 147 осіб , з них 109 росіян, 21 українець, 11 німців, 5 татар, 1 записаний в графі «інші», діяла російська школа .
Мабуть, коли, після звільнення Криму від фашистів в 1944 році, згідно з Постановою ДКО № 5859 від 11 травня 1944 року, 18 травня кримські татари були депортовані в Середню Азію  село спорожніло і було перетворено в радгосп. Указом Президії Верховної Ради Російської РФСР від 18 травня 1948 року, населений пункт радгоспу Тавбузар перейменували в Овочеве .